# Qualificazioni al campionato europeo maschile under 21 di calcio 2017 - Gruppo 5

## Classifica
| Squadra     | P.ti | G  | V | N | P | F  | S  | DR  |
| ----------- | ---- | -- | - | - | - | -- | -- | --- |
| Danimarca   | 28   | 10 | 9 | 1 | 0 | 24 | 3  | +21 |
| Bulgaria    | 17   | 10 | 5 | 2 | 3 | 11 | 7  | +4  |
| Romania     | 16   | 10 | 5 | 1 | 4 | 15 | 14 | +1  |
| Galles      | 16   | 10 | 4 | 4 | 2 | 14 | 12 | +2  |
| Lussemburgo | 6    | 10 | 1 | 3 | 6 | 5  | 18 | -13 |
| Armenia     | 1    | 10 | 0 | 1 | 9 | 6  | 21 | -15 |

## Risultati
| Arbitro: | Bart Vertenten |

|                                |           |           |
| O'Sullivan 9’, 13’ Yorweth 25’ | Marcatori | 51’ Kolev |

| Arbitro: | Srdjan Jovanović |

|                                |           |  |
| Pușcaș 16’ Păun 32’ Tănase 92’ | Marcatori |  |

| Arbitro: | Fabio Verissimo |

|            |           |                           |
| Sinani 92’ | Marcatori | 35’, 72’ Burns 63’ Wilson |

| Arbitro: | Yaroslav Kozyk |

|  |           |                      |
|  | Marcatori | 16’ Minčev 89’ Kolev |

| Arbitro: | Manuel Schuettengruber |

|                            |           |                          |
| Malak'yan 47’ Simonjan 92’ | Marcatori | 35’, 38’ Păun 60’ Pușcaș |

| Arbitro: | Sergejus Slyva |

|                                  |           |  |
| Conev 17’ Vutov 35’ Despodov 78’ | Marcatori |  |

| Arbitro: | Christos Nicolaides |

|                        |           |  |
| Malinov 68’ Minčev 81’ | Marcatori |  |

| Arbitro: | Eiko Saar |

|  |           |            |
|  | Marcatori | 36’ Pușcaș |

| Aalborg 9 ottobre 2015 | Danimarca             | 0 – 0 referto | Galles | Aalborg Stadion\| Arbitro: \| Juan Martínez Munuera \| |
| Arbitro:               | Juan Martínez Munuera |               |        |                                                        |

| Arbitro: | Oleksandr Derdo |

|                 |           |                  |
| Šaxnazaryan 67’ | Marcatori | 23’ (rig.) Pinto |

| Arbitro: | Ádám Farkas |

|               |           |  |
| Hjulsager 71’ | Marcatori |  |

| Arbitro: | Petur Reinert |

|                               |           |               |
| Harrison 9’ (rig.) Wilson 91’ | Marcatori | 59’ Malak'yan |

| Arbitro: | Enea Jorgji |

|  |           |                             |
|  | Marcatori | 8’, 30’ Børsting 79’ Zohore |

| Arbitro: | Thoroddur Hjaltalin |

|                              |           |  |
| Banggaard 49’ Ingvartsen 82’ | Marcatori |  |

| Arbitro: | Mitja Žganec |

|           |           |               |
| Burns 14’ | Marcatori | 2’ Nedelcearu |

| Stara Zagora 25 marzo 2016 | Bulgaria         | 0 – 0 referto | Galles | City Stadium Beroe\| Arbitro: \| Srdjan Jovanović \| |
| Arbitro:                   | Srdjan Jovanović |               |        |                                                      |

| Arbitro: | Aleksandrs Anufrijevs |

|  |           |             |
|  | Marcatori | 90’ Nielsen |

| Arbitro: | Denis Scherbakov |

|                      |           |                                      |
| Malak'yan 35’ (rig.) | Marcatori | 28’ Fischer 30’ Andersen 92’ Nielsen |

| Arbitro: | Aleksandrs Anufrijevs |

|                          |           |             |
| Hodorogea 37’ Ioniță 58’ | Marcatori | 92’ Charles |

| Beggen 29 marzo 2016 | Lussemburgo    | 0 – 0 referto | Bulgaria | Stade Henri Dunant\| Arbitro: \| Bardhyl Pashaj \| |
| Arbitro:             | Bardhyl Pashaj |               |          |                                                    |

| Arbitro: | Daniel Stefanski |

|  |           |                                           |
|  | Marcatori | 21’ Ingvartsen 40’, 49’ Sisto 83’ Dolberg |

| Arbitro: | Mario Zebec |

|                                           |           |  |
| Țîru 13’ Bumba 29’ Ioniță 45’ Popescu 75’ | Marcatori |  |

| Arbitro: | Anastasios Papapetrou |

|  |           |           |
|  | Marcatori | 21’ Nenov |

| Arbitro: | Vasilis Dimitriou |

|             |           |            |
| Charles 91’ | Marcatori | 15’ Kerger |

| Arbitro: | Davide Massa |

|                                      |           |           |
| Sisto 10’ Ingvartsen 35’ (rig.), 39’ | Marcatori | 68’ Miron |

| Arbitro: | Fyodor Zammit |

|               |           |  |
| Todorović 83’ | Marcatori |  |

| Arbitro: | Orel Grinfeeld |

|  |           |                                 |
|  | Marcatori | 13’ (rig.), 28’, 62’ Ingvartsen |

| Arbitro: | Alexander Harkam |

|              |           |                                                  |
| Simonyan 69’ | Marcatori | 19’ Harrison 67’ (aut.) Šaxnazaryan 90’ Sullivan |

| Arbitro: | Alper Ulusoy |

|                        |           |  |
| Tasev 16’ Georgiev 35’ | Marcatori |  |

| Arbitro: | Juri Frischer |

|                                                               |           |            |
| Ingvartsen 71’ Hjulsager 73’ Hansen 76’ Mahmutovic 79’ (aut.) | Marcatori | 93’ Borges |